# Ферндейл (Пенсільванія)
Ферндейл (англ. Ferndale) — місто (англ. borough) в США, в окрузі Кембрія штату Пенсільванія. Населення — 1547 осіб (2020).

## Географія
Ферндейл розташований за координатами 40°17′26″ пн. ш. 78°55′11″ зх. д. / 40.29056° пн. ш. 78.91972° зх. д. (40.290537, -78.919815).  За даними Бюро перепису населення США в 2010 році місто мало площу 1,07 км², з яких 1,01 км² — суходіл та 0,06 км² — водойми.

## Демографія
Згідно з переписом 2010 року, у селищі мешкало 1636 осіб у 726 домогосподарствах у складі 459 родин. Густота населення становила 1527 осіб/км².  Було 799 помешкань (746/км²).
Расовий склад населення:
| - 97,1 % — білих - 1,2 % — чорних або афроамериканців - 0,1 % — корінних американців - 0,1 % — азіатів |

До двох чи більше рас належало 1,4 %. Частка іспаномовних становила 1,4 % від усіх жителів.
За віковим діапазоном населення розподілялося таким чином: 22,6 % — особи молодші 18 років, 61,5 % — особи у віці 18—64 років, 15,9 % — особи у віці 65 років та старші. Медіана віку мешканця становила 39,7 року. На 100 осіб жіночої статі у селищі припадало 90,5 чоловіків;  на 100 жінок у віці від 18 років та старших — 87,6 чоловіків також старших 18 років.
Середній дохід на одне домашнє господарство  становив 45 183 долари США (медіана — 41 758), а середній дохід на одну сім'ю — 52 423 долари (медіана — 51 333). Медіана доходів становила 37 500 доларів для чоловіків та 31 950 доларів для жінок. За межею бідності перебувало 19,7 % осіб, у тому числі 36,8 % дітей у віці до 18 років та 6,5 % осіб у віці 65 років та старших.
Цивільне працевлаштоване населення становило 735 осіб. Основні галузі зайнятості: освіта, охорона здоров'я та соціальна допомога — 26,5 %, роздрібна торгівля — 12,7 %, виробництво — 11,7 %.